# 凡口铅锌矿
凡口铅锌矿位于广东省韶关市仁化县，韶关市北48公里，是中国最大的铅锌生产基地，属于层控碳酸盐岩型铅锌矿床，隶属于中金岭南有色金属股份有限公司。凡口铅锌矿属铅锌银镓锗矿，1965年开始建设，3年后建成投产。目前，年产金属（铅、锌）达15万吨。